# سیارک ۴۹۰۶
سیارک ۴۹۰۶ (به انگلیسی: 4906 Seneferu، نامگذاری:2533P-L) چهار هزار و نهصد و ششمین سیارک کشف شده‌است که در ۲۴ سپتامبر ۱۹۶۰ کشف شد.
قدر مطلق سیارک برابر ۱۵٫۲۰ است.